# Halte Wirdum
Halte Wirdum was een halte aan de Staatslijn A even buiten het Friese Wirdum. De halte werd geopend op 1 september 1868 en gesloten op 15 mei 1938. Op 16 mei 1940 werd het opnieuw geopend, om op 15 mei 1949 weer gesloten te worden. Enkel de bredere afstand tussen de beide sporen herinnert vandaag de dag nog aan deze halte.